# Cynthia Farrelly Gesner
Cynthia Farrelly Gesner (Cumberland, Rhode Island, 19 de julio de 1962) es una actriz de cine y abogada de espectáculos, reconocida principalmente por aparecer en la película cómica de 1996 Kingpin, dirigida por sus hermanos Bobby y Peter Farrelly.

## Biografía y carrera
Cynthia se graduó en la Universidad de Tufts con una especialización en artes en 1984 y más adelante obtuvo su título de abogada en la Universidad de Boston en 1988. En 1996 debutó en el cine en la película Kingpin. En la actualidad se desempeña como abogada de espectáculos.

## Plano personal
Cynthia se casó con el actor Zen Gesner, reconocido por interpretar a Simbad en la serie de televisión The Adventures of Sinbad en 1997. Gesner es hijo de la actriz Nan Martin. Juntos tienen tres hijos: Finn Harry Gesner (nacido en 1997), Rory Farrelly Gesner (nacido en 2000) y Tuck John Gesner (nacido en 2003).

## Filmografía

### Cine y televisión
- 2003 - Stuck on You
- 2001 - Shallow Hal
- 2000 - Me, Myself & Irene
- 1997 - The Adventures of Sinbad
- 1996 - Kingpin